# Избиратель
Избира́тель — гражданин, обладающий активным избирательным правом и место жительства которого расположено в пределах избирательного округа, что обеспечивает представительный характер органа публичной власти соответствующего уровня.

## Регистрация избирателей
Регистрация (учёт) избирателей, проживающих на территории соответствующего муниципального образования, осуществляется главой местной администрации. Основанием для регистрации (учёта) является факт нахождения места жительства на соответствующей территории, который устанавливается на основании сведений, предоставляемых органами, осуществляющими регистрацию граждан Российской Федерации по месту пребывания и по месту жительства в Российской Федерации.

## Списки избирателей
В целях реализации активного избирательного права избирателями соответствующие избирательные комиссии составляют списки избирателей на основании сведений, полученных с использованием государственной системы регистрации (учёта) избирателей, участников референдума, которая является комплексом мер по сбору, систематизации и использованию сведений об избирателях.
Список избирателей составляется отдельно по каждому избирательному участку с использованием ГАС «Выборы» в двух экземплярах.